# Frauen Macht Politik!
Frauen Macht Politik! (FraP!) est un parti politique suisse féministe représenté au Conseil national de 1991 à 1999. 
Sa traduction en français peut avoir deux significations puisque le nom germanophone était un jeu de mots. Frauen Macht Politik! peut en effet se traduire soit par femmes pouvoir politique !, soit par Femmes, faites de la politique !.

## Force électorale
Le FraP! obtint à chaque fois son unique siège dans la circonscription du Canton de Zurich :
- En 1991, le FraP! reçut 180001 voix et 2,4 % des votes comptés[1]
- En 1995, le FraP! reçut 231794 voix et 2,7 % des votes comptés[2]

L'unique élue fut Christine Goll qui fut réélue en 1999, 2003 et 2007, ces fois-ci sous les couleurs du Parti socialiste suisse.